# Сан-Мигель-де-Сема
Сан-Мигель-де-Сема (исп. San Miguel de Sema) — город и муниципалитет в центральной части Колумбии, на территории департамента Бояка. Входит в состав Западной провинции.

## История
Поселение, из которого позднее вырос город, было основано в 1915 году. Муниципалитет Сан-Мигель-де-Сема был выделен в отдельную административную единицу в 1960 году.

## Географическое положение

Муниципалитет Сан-Мигель-де-Сема

Город расположен в западной части департамента, в горной местности Восточной Кордильеры, на расстоянии приблизительно 38 километров к западу от города Тунха, административного центра департамента. Абсолютная высота — 2812 метров над уровнем моря.
Муниципалитет Сан-Мигель-де-Сема граничит на севере и северо-западе с территорией муниципалитета Чикинкира, на северо-востоке — с муниципалитетом Тинхака, на востоке — с муниципалитетом Ракира, на юго-западе и юге — с территорией департамента Кундинамарка. Площадь муниципалитета составляет 90 км².

## Население
По данным Национального административного департамента статистики Колумбии, совокупная численность населения города и муниципалитета в 2015 году составляла 4556 человек.
Динамика численности населения муниципалитета по годам:
| 2005 | 2006 | 2007 | 2008 | 2009 | 2010 | 2011 | 2012 | 2013 | 2014 | 2015 |
| ---- | ---- | ---- | ---- | ---- | ---- | ---- | ---- | ---- | ---- | ---- |
| 4612 | 4608 | 4604 | 4599 | 4594 | 4589 | 4583 | 4577 | 4570 | 4563 | 4556 |

Согласно данным переписи 2005 года мужчины составляли 49,9 % от населения Сан-Мигель-де-Семы, женщины — соответственно 50,1 %. В расовом отношении белые и метисы составляли 99,5 % от населения города; негры, мулаты и райсальцы — 0,4 %; индейцы — 0,1 %.
Уровень грамотности среди всего населения составлял 88,1 %.

## Экономика
49,4 % от общего числа городских и муниципальных предприятий составляют предприятия торговой сферы, 38,6 % — предприятия сферы обслуживания, 12 % — промышленные предприятия.